# Snøfrisk
Snøfrisk (din limba norvegiană, "Zăpadă proaspătă") este un sortiment de brânză de capră norvegiană fabricată de compania Tine. A fost introdusă pe piață în timpul Jocurilor Olimpice de iarnă din 1994. Făcută dintr-un procent de 80% din brânză de capră și 20% smântână de vacă, sortimentul este de culoare alb și cremos și este destul de ușor pentru a putea fi transportat. Brânza este împachetată într-un pachet triunghiular din plastic și are câteva arome, printre care se numără: boabe de ienupăr, mărar și ciuperci de pădure.